# Pic de Rabier
Picus rabieri
Espèce
Statut de conservation UICN

 NT  : Quasi menacé
Le Pic de Rabier (Picus rabieri) est une espèce d'oiseaux de la famille des Picidae.
Son nom est attribué au général Charles Anselme Adolphe Rabier (1856-1924) en Afrique du Nord et en Indochine.
Son aire s'étend à travers le Laos, le Cambodge, le Viêt Nam et régions avoisinantes du sud de la Chine.
Le Pic de Rabier se nourrit d'insectes à la base des arbres ou sur le sol qu'il attrape avec sa longue langue collante.